# WrestleMania 38
WrestleMania 38 was een tweedaagse en de 38ste professioneel worstel-pay-per-view (PPV) en WWE Network evenement van WrestleMania dat georganiseerd werd door WWE voor hun Raw en SmackDown brands. Het evenement vond plaats op 2 en 3 april 2022 in het AT&T Stadium in Arlington, Texas.
Dit was het vierde evenement van WrestleMania dat gehouden werd in staat Texas, na X-Seven, XXV en 32) en de tweede in het AT&T Stadium na WrestleMania 32 in 2016. Het was tevens de derde evenement van WrestleMania met Brock Lesnar vs. Roman Reigns in de hoofdwedstrijd, na 31 en 34.
Het evenement zag een verrassende in-ring terugkeer van Vince McMahon, de CEO van de World Wrestling Entertainment. Hij versloeg SmackDown-commentator Pat McAfee in een geïmproviseerde wedstrijd, nadat McAfee Austin Theory had verslagen, wat McMahon's eerste wedstrijd sinds WrestleMania XXVI markeerde. Ook "Stone Cold" Steve Austin maakte een in-ring terugkeer bij het evenement, zijn eerste optreden als actieve worstelaar in meer dan 19 jaar tijd sinds het evenement WrestleMania XIX. Hij versloeg Kevin Owens in de hoofdwedstrijd van de eerste avond in een No Holds Barred-wedstrijd.

## Matches
| Nr. | Match                                                             | Winnaar(s)                | Opmerkingen                                                   | Bron  |
| --- | ----------------------------------------------------------------- | ------------------------- | ------------------------------------------------------------- | ----- |
| 1   | The Usos (Jimmy & Jey Uso) (c) vs. Shinsuke Nakamura & Rick Boogs | The Usos                  | Tag team match voor het WWE SmackDown Tag Team Championship.  | [ 3 ] |
| 2   | Drew McIntyre vs. Happy Corbin (met Madcap Moss)                  | Drew McIntyre             | Een-op-een match.                                             | [ 3 ] |
| 3   | Rey & Dominik Mysterio vs. The Miz & Logan Paul                   | The Miz & Logan Paul      | Tag team match.                                               | [ 3 ] |
| 4   | Becky Lynch (c) vs. Bianca Belair                                 | Bianca Belair (nc)        | Een-op-een match voor het WWE Raw Women's Championship.       | [ 3 ] |
| 5   | Cody Rhodes vs. Seth "Freakin" Rollins                            | Cody Rhodes               | Een-op-een match.                                             | [ 3 ] |
| 6   | Charlotte Flair (c) vs. Ronda Rousey                              | Charlotte Flair           | Een-op-een match voor het WWE SmackDown Women's Championship. | [ 3 ] |
| 7   | "Stone Cold" Steve Austin vs. Kevin Owens                         | "Stone Cold" Steve Austin | No Holds Barred match.                                        | [ 3 ] |

| Nr. | Match | Winnaar(s)              | Opmerkingen                                                                                | Bron  |
| --- | --- | ----------------------- | ------------------------------------------------------------------------------------------ | ----- |
| 1   | RK-Bro (Randy Orton & Riddle) (c) vs. The Street Profits (Angelo Dawkins & Montez Ford) vs. Alpha Academy (Chad Gable & Otis) | RK-Bro                  | Triple threat tag team match voor het WWE Raw Tag Team Championship.                       | [ 4 ] |
| 2   | Bobby Lashley vs. Omos | Bobby Lashley           | Een-op-een match.                                                                          | [ 4 ] |
| 3   | Johnny Knoxville vs. Sami Zayn                                                                                                | Johnny Knoxville        | Anything Goes match.                                                                       | [ 4 ] |
| 4   | Naomi & Sasha Banks vs. Carmella and Queen Zelina (c) vs. Liv Morgan & Rhea Ripley vs. Natalya & Shayna Baszler               | Naomi & Sasha Banks     | Fatal four-way tag team match voor het WWE Women's Tag Team Championship.                  | [ 4 ] |
| 5   | Edge vs. AJ Styles | Edge                    | Een-op-een match.                                                                          | [ 4 ] |
| 6   | Sheamus & Ridge Holland (met Butch) vs. The New Day (Kofi Kingston & Xavier Woods)                                            | Sheamus & Ridge Holland | Tag team match.                                                                            | [ 4 ] |
| 7   | Pat McAfee vs. Austin Theory (met Mr. McMahon)                                                                                | Pat McAfee              | Een-op-een match.                                                                          | [ 4 ] |
| 8   | Mr. McMahon (met Austin Theory) vs. Pat McAfee                                                                                | Mr. McMahon             | Een-op-een match.                                                                          | [ 4 ] |
| 9   | Roman Reigns (Universal Champion) (met Paul Heyman) vs. Brock Lesnar (WWE Champion)                                           | Roman Reigns            | Winner Takes All Unificatie match voor het WWE Championship en WWE Universal Championship. | [ 4 ] |